# 淑樺的台灣歌
《淑樺的台灣歌》是一張初次發行於1992年6月19日，由陳淑樺演唱、完全以臺灣話為演唱語言的錄音室專輯。該專輯是陳淑樺演唱生涯所發行第31張專輯，也是她唯一之全臺灣話專輯。
該專輯所選樂曲皆是近代臺灣閩南文化中的代表性音樂，又以《月夜愁》及《走馬燈》二曲為行銷重點曲目。 該專輯之編曲、伴奏及歌唱方式融入爵士樂與藍調風格。
「思想起（演奏曲）」曲目之二胡演奏者為溫金龍。
專輯中陳淑樺畫像之繪製者為福井真一，繪製風格可能受「美人畫」風格影響。

## 曲目
| 曲序     | 曲目             |          | 作曲     | 备注     | 时长  |
| -------- | ---------------- | -------- | -------- | -------- | ----- |
| 1.       | 月夜愁           | 周添旺   | 鄧雨賢   | 第一主打 | 3:28  |
| 2.       | 白牡丹           | 陳達儒   | 陳秋霖   |          | 3:43  |
| 3.       | 阮不知啦         | 陳達儒   | 吳成家   |          | 2:34  |
| 4.       | 秋風夜雨         | 周添旺   | 楊三郎   |          | 3:58  |
| 5.       | 走馬燈           | 黃玉玲   | 吳景中   | 第二主打 | 3:25  |
| 6.       | 思想起           | 許丙丁   | 佚名     |          | 5:04  |
| 7.       | 河邊春夢         | 周添旺   | 周添旺   |          | 4:44  |
| 8.       | 台東人           | 呂金守   | 呂金守   |          | 3:25  |
| 9.       | 補破網           | 李臨秋   | 王雲峰   |          | 3:29  |
| 10.      | 孤戀花           | 周添旺   | 楊三郎   |          | 3:40  |
| 11.      | 思想起（演奏曲） |          | 佚名     | 純音樂   | 3:37  |
| 总时长： | 总时长：         | 总时长： | 总时长： | 总时长： | 41:07 |

## 唱片版本
- CD版
- 錄音帶版

## 音樂錄影帶
| 歌名   | 執導   |
| ------ | ------ |
| 月夜愁 | 葉鴻偉 |
| 走馬燈 | -      |

## 外部連結
- YouTube上的陳淑樺-月夜愁 (官方完整版MV)
- YouTube上的陳淑樺-走馬燈 (官方完整版MV)